# 傑克遜章克申 (愛荷華州)
傑克遜章克申（英語：Jackson Junction）是一個位於美國愛荷華州溫納希克縣的城市。

## 地理
傑克遜章克申的座標為43°06′25″N 92°02′48″W / 43.10694°N 92.04667°W，而該地的平均海拔高度為353米（即1158英尺）。

## 人口
根據2010年美國人口普查的數據，傑克遜章克申的面積為15.51平方千米，當中陸地面積為15.51平方千米，而水域面積為0.00平方千米。當地共有人口58人，而人口密度為每平方千米3人。